# 명덕여자중학교 (서울)
명덕여자중학교(明德女子中學校)는 대한민국 서울특별시 강서구 내발산동에 있는 사립 중학교이다.

## 학교 연혁
- 1977년 10월 15일 : 학교법인 명덕 학원을 설립하고 윤명기 박사 이사장 취임
- 1978년 3월 1일 : 영일여자중학교 초대 교장 윤명기 박사 취임
- 1978년 3월 7일 : 영일여자중학교 제1회 신입생 560명을 배정받아 입학식을 거행함
- 1981년 2월 25일 : 영일여자중학교 제1회 졸업식 거행
- 2002년 3월 1일 : 명덕여자중학교로 교명 변경
- 2011년 4월 7일 : 2011년도 교육과학기술부 선정 창의경영 연구시범학교
- 2021년 9월 1일 : 제16대 교장 김경옥 선생 취임
- 2023년 2월 10일 : 명덕여자중학교 제43회 졸업식
- 2023년 2월 22일 : 학교법인 명덕학원 제3대 이사장 윤형탁 선생 취임
- 2023년 3월 2일 : 명덕여자중학교 제46회 입학식

## 참고 자료
- 명덕여자중학교 - 한국교육학술정보원 학교알리미